# Chancho Cero: Por el Amor de una Matea
Sexto episodio del Cómic Chancho Cero en que los estudiantes descubren que la "matea" de la escuela se ha enamorado de un estudiante de la carrera enemiga: "Economización Económica", por lo que intentarán todo lo posible por recuperarla.

## Personajes episódicos
- El Tomá: Estudiante de Economización Económica, es todo un ganador, fue antiguo compañero del Moco en el Colegio "San Palurdo de Cachete"

- Datos: Q2834941